# Better Than You
«Better than You» (с англ. — «Лучше чем ты») — четвёртый сингл с альбома ReLoad группы Metallica. В 1998 году получила премию Грэмми в номинации «Лучшее метал исполнение». В песне рассказывается о человеке, который одержим борьбой с собой и хочет стать лучше чем другие. Неполная версия песни была впервые исполнена в 1995 году в Лондоне. Фотография на обложке «Better Than You» и на обложке видео Cunning Stunts одна и та же. Изначально песня называлась «Better».

## Список композиций
Промо-CD 1998 года (США: Elektra PRCD 1149-2)
1. Better than You — 5:21

Промо-CD 1998 года (США: Elektra PRCD 1165-2)
1. Better than You (edit) — 4:44

## Позиции в чартах
| Страна | Наивысшая позиция |
| ------ | ----------------- |
| США    | 7                 |